# Tradate
Tradate är en ort och kommun i provinsen Varese i regionen Lombardiet i Italien. Kommunen hade 18 983 invånare (2018).